# Kelsch da Alsácia

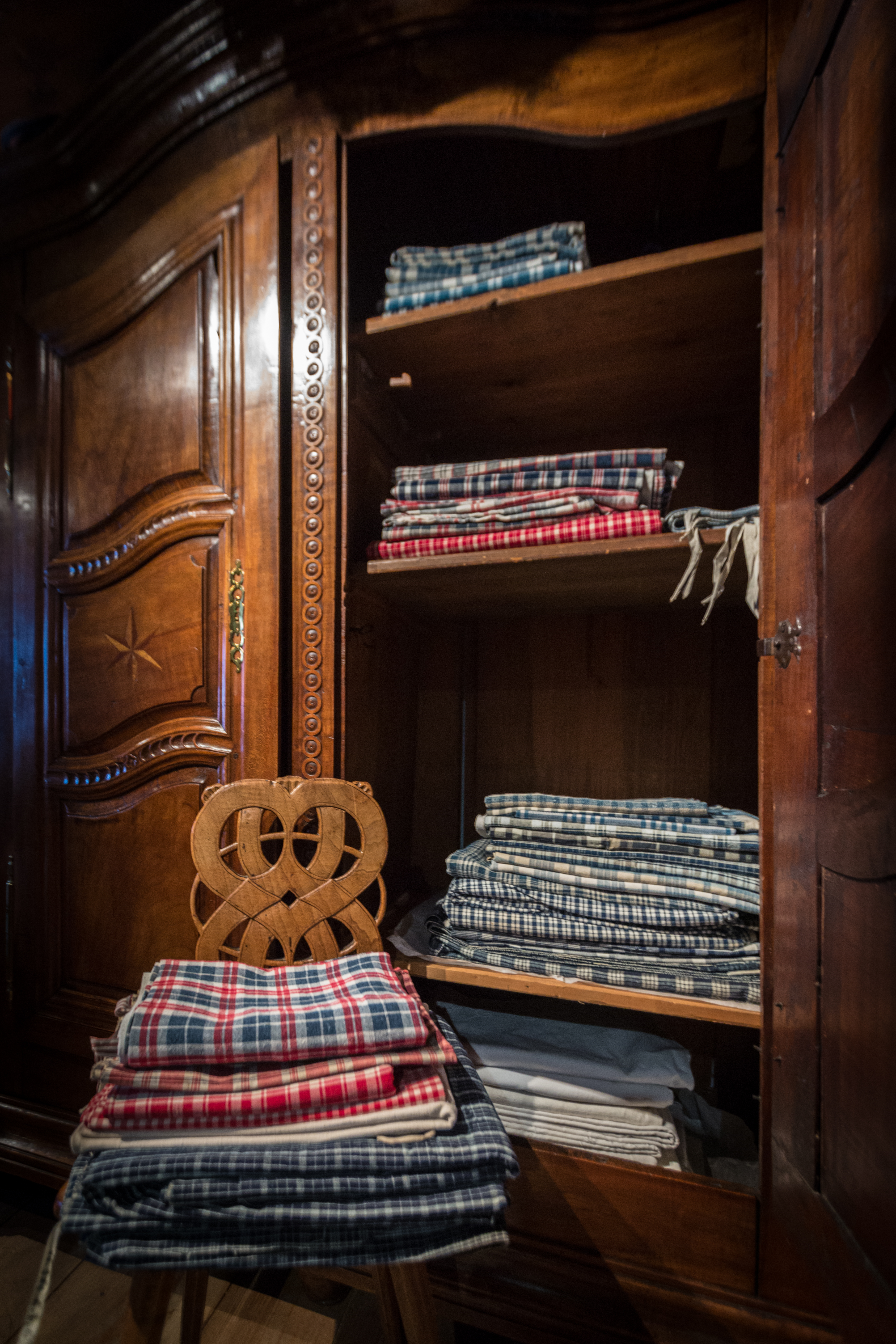
Kelsch da Alsácia no Museu Alsaciano.

Kelsch da Alsácia (em francês:  Kelsch d'Alsace) é um tipo de tecido têxtil de linho e algodão fabricado na Alsácia, França.

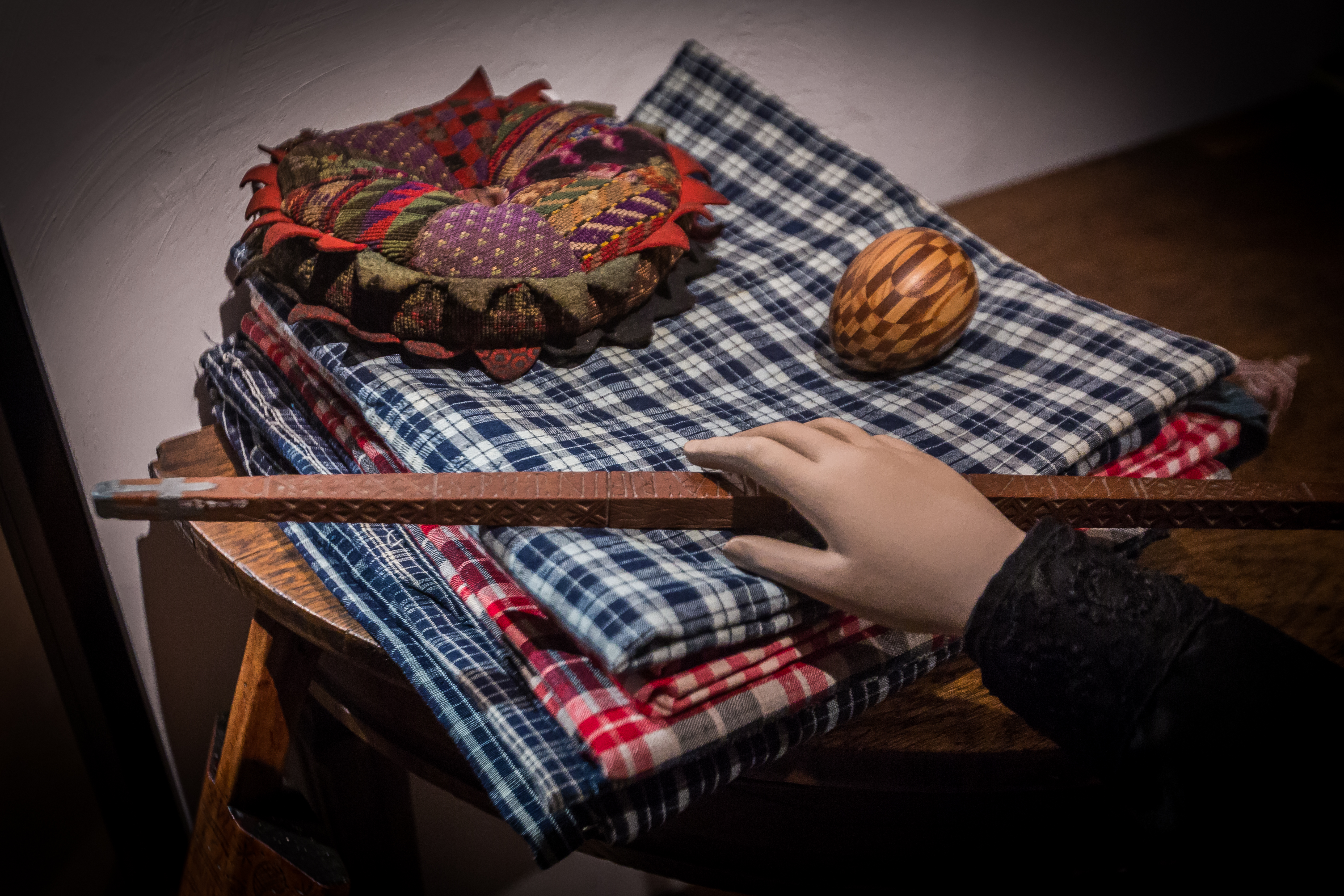
Pilha de kelsch, auna para medir o tecido, e almofada. – Col. Museu Alsaciano.

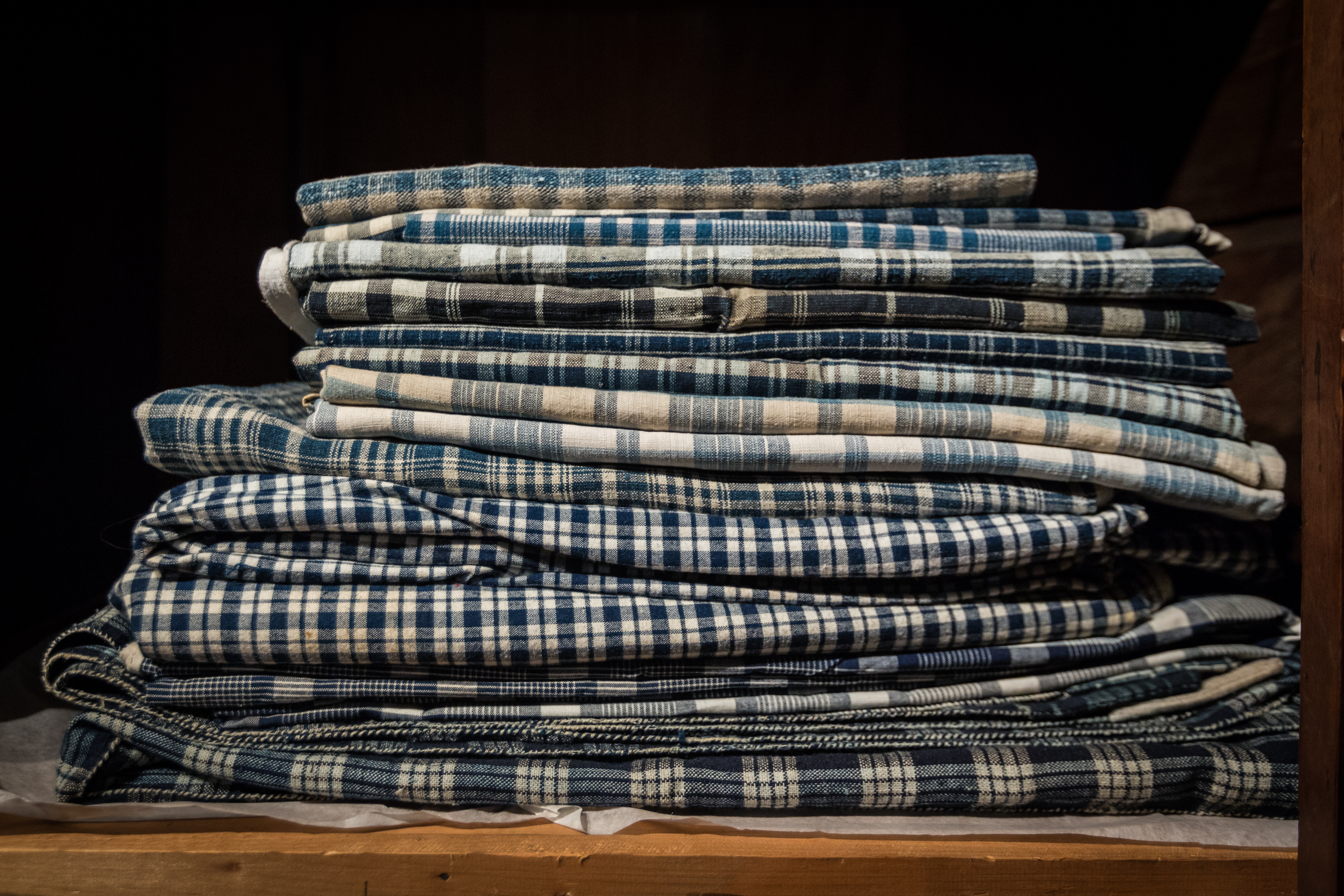
Pilha de tecidos de kelsch.
– Col. Museu Alsaciano.

O nome «kelsch» provém da expressão «koelnisch Blau». O adjetivo «koelnisch» significa «originário da cidade de Köln / Colónia », é pronunciado «kelsch» no dialetofalado nesta cidade. Blau refere-se ao azul de Colónia, cor extraída do pastel.
Segundo a tradição, Carlos Magno teria encorajado nas proximidades de Colónia a cultura da planta Isatis tinctoria, da qual se extrai uma tintura azul que serviria para colorir os fios de linho até ao século XVII. Depois do anil, que confere os azuis mais intensos, chegou à Europa e foi usado mais ou menos rapidamente pelos tintureiros.
Os mais antigos tecidos de kelsch conhecidos têm um fundo branco largamente dominante e apresentam quadrados formados por fios azuis ainda pouco abundantes. Essas peças veem-se também em quadros da Idade Média que representam personagens altivas, com a cabeça a repousar em almofadas brancas com grandes quadrados azuis · 